# Rio Duţca
O Rio Duţca é um rio da Romênia, afluente do Valea Fetei, localizado no distrito de Prahova.